# Gran Premio Bruno Beghelli 1999
Il Gran Premio Bruno Beghelli 1999, quarta edizione della corsa, si svolse il 26 settembre 1999, per un percorso totale di 200 km. Venne vinto dall'olandese Michael Boogerd che terminò la gara in 4h52'55".

## Ordine d'arrivo (Top 10)
| Pos. | Corridore           | Squadra        | Tempo    |
| ---- | ------------------- | -------------- | -------- |
| 1    | Michael Boogerd     | Rabobank       | 4h52'55" |
| 2    | Aleksandr Vinokurov | Casino         | a 55"    |
| 3    | Dario Frigo         | Saeco          | s.t.     |
| 4    | Riccardo Forconi    | Mercatone Uno  | s.t.     |
| 5    | Valentino Fois      | Vini Caldirola | a 1'45"  |
| 6    | Maarten den Bakker  | Rabobank       | s.t.     |
| 7    | Gianmario Ortenzi   | Mercatone Uno  | s.t.     |
| 8    | Marcello Siboni     | Mercatone Uno  | s.t.     |
| 9    | Roberto Conti       | Mercatone Uno  | s.t.     |
| 10   | Peter Van Petegem   | TVM            | a 5'45"  |